# Мост через реку Хан
Мост через реку Хан (вьет. Cầu Sông Hàn) — вантовый мост через реку Хан в городе Дананг, Вьетнам.
На восточном берегу мост продолжается улицей Ле Зуана, на западном — улицей Фам Ван Донга. Мост имеет по одной полосе для автомобилей в каждую сторону.

## История
К моменту постройки уже существовало два моста через реку Хан — Мост Чан Тхи Ли и Нгуен Ван Чоя. Они находились в плохом состоянии, и основным способом переправы были лодки. Городу был необходим новый мост. Однако, город только недавно отделился от провинции Куангнам, активно перестраивался, реконструировались вдоль реки и вокруг аэропорта, и денег не хватало. Был объявлен сбор денег на новый мост среди граждан; работающим предлагалось пожертвовать зарплату за один день, школьникам — сэкономить на завтраке, пожилым людям — на бетеле. Имена тех, кто пожертвовал более 10 млн донгов (700 долларов США), помещались на доску почёта на улице Бать Данг. В результате было собрано 7 млрд донгов из общего бюджета в 95. Строительство началось 2 сентября 1998 года.
В то время военно-морская база Пятого военного округа находилась выше по течению, также по реке проходили круизные лайнеры и рыболовецкие суда, и мост нужно было делать или высоким, или разводным. Был выбран второй вариант. Центральные балки моста могут поворачиваться вокруг вертикальной оси на 90° относительно направления движения по мосту.
Мост через реку Хан разрабатывали и строили вьетнамские компании. Мост был открыт для движения 29 марта 2000 года — в 25-летие освобождения Дананга в войне с США. Вечерний развод мостов стал аттракционом для прогуливающихся у реки жителей, каким до этого было строительство моста.
Пропускная способность двухполосного моста невелика, а находящийся севернее мост Тхуан Фыок расположен слишком далеко. Чтобы снизить нагрузку на мост, в 2021 году в план развития города до 2030—2045 годов включена постройка тоннеля под рекой Хан между улицами Донг Да на западном берегу и Ван Дон на восточном.

## Конструкция
Мост выполнен из железобетона и стали. Длина моста 487,7 м, ширина 12,9 м, 2 вантовых пролета общей длиной 122,7 м, а также 11 пролётов по 33 метра. Обычное время, когда мост остаётся разведённым — с 1 до 4 часов ночи. Однако, к 2020-м годам судоходство по реке сократилось, и мост разводят в основном для технического обслуживания.

### Комментарии
1. ↑  Хотя это не единственный мост через реку Хан в Дананге, именно такое название используется в качестве его имени собственного.